# Hendrik Dirk Stephaan Hasselman

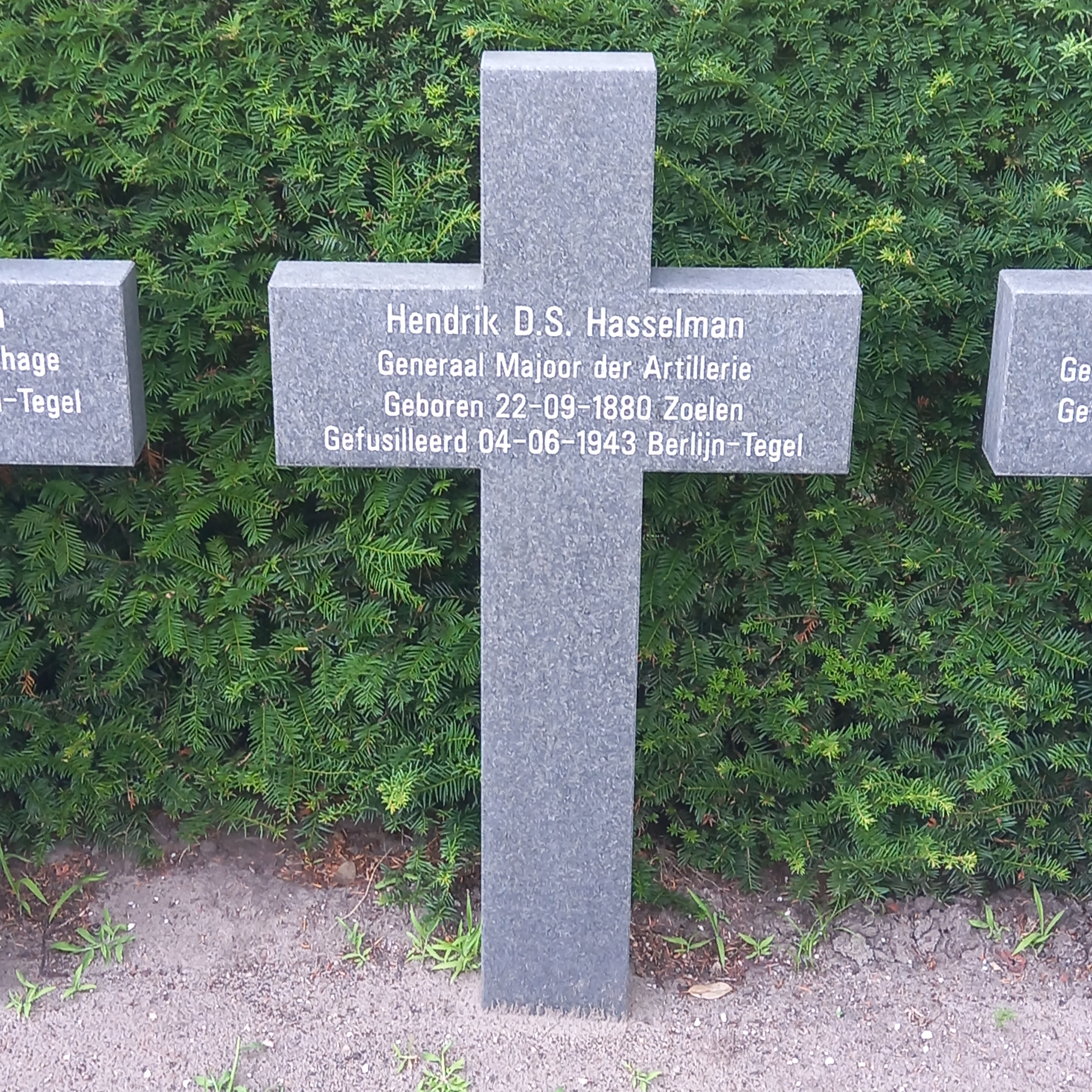
Het graf van Hendrik Dirk Stephaan Hasselman op begraafplaats Westduin in Den Haag

Hendrik Dirk Stephaan Hasselman (Zoelen, 22 september 1880 - Berlin-Tegel, 4 juni 1943) was een Nederlandse generaal tijdens de Tweede Wereldoorlog.

## Biografie
Hasselman was de zoon van rijkslandbouwleraar Hendrik Dirk Stephaan (1846-1915) en Maria C.S.E. Pels Rijcken (1849-1928). Zijn grootvader was Gerhard Christiaan Coenraad Pels Rijcken, militair en Minister van Marine. In 1916 trouwde hij met Christina Constance Wurfbain. Ze woonden voor de oorlog in Den Haag en kregen een zoon (1919) en een dochter (1922).
Op 22 juli 1902 werd Hasselman aangesteld bij het Wapen der Artillerie. Hij bracht het tot directeur Materieel Landmacht. In 1940-1941 was hij een leidend figuur bij de eerste Ordedienst naast organisatie Westerveld. Hij maakte ook deel uit van de Stijkelgroep en nam daar het militaire deel van de groep voor zijn rekening. 

### Arrestatie en executie

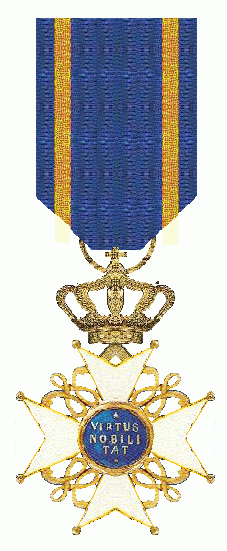
Ned. Leeuw

In totaal werden 47 mensen van Groep Stijkel op verschillende momenten gearresteerd. Op 7 april 1941 werd Hasselman opgepakt. Hij kwam eerst in het Oranjehotel terecht, en verbleef in cel 395, 408 en 96. In maart 1941 werd hij naar Berlin-Tegel overgebracht. Daar werden 33 leden van de groep ter dood veroordeeld. Hij werd met hen op 4 juni 1943 gefusilleerd.
Zijn graf is bij het Stijkelmonument op begraafplaats Westduin.

## Onderscheidingen
- Ridder in de Orde van de Nederlandse Leeuw
- Ridder in de Orde van Oranje-Nassau